# کاکایی گدازه
کاکایی گدازه (نام علمی: Leucophaeus fuliginosus) نام یک گونه از تیره کاکاییان است.